# Risj
Risj of Rish (Bulgaars: Риш) is een dorp in Bulgarije, gelegen in de gemeente Smjadovo, oblast Sjoemen. Het dorp ligt 31 km ten zuiden van Sjoemen en 299 km ten noordoosten van Sofia.

## Bevolking
In de eerste volkstelling van 1934 registreerde het dorp 1.898 inwoners. Dit aantal nam toe tot een hoogtepunt van 2.210 inwoners in 1946. Sindsdien neemt het inwonersaantal af. Op 31 december 2019 telde het dorp 604 inwoners.
Van de 748 inwoners reageerden er 741 op de optionele volkstelling van 2011. Van deze 741 respondenten identificeerden 538 personen zichzelf als Bulgaarse Turken (72,6%), gevolgd door 199 etnische Bulgaren (26,9%).
| Etnische samenstelling van de respondenten (2011) | Etnische samenstelling van de respondenten (2011) | Etnische samenstelling van de respondenten (2011) | Etnische samenstelling van de respondenten (2011) | Etnische samenstelling van de respondenten (2011) |
| ------------------------------------------------- | ------------------------------------------------- | ------------------------------------------------- | ------------------------------------------------- | ------------------------------------------------- |
|                                                   |                                                   |                                                   |                                                   |                                                   |
| Bulgaren                                          | Bulgaren                                          |                                                   | 26,9%                                             | 26,9%                                             |
| Turken                                            | Turken                                            |                                                   | 72,6%                                             | 72,6%                                             |
| Roma                                              | Roma                                              |                                                   | 0,0%                                              | 0,0%                                              |
| Anders/Onbekend                                   | Anders/Onbekend                                   |                                                   | 0,5%                                              | 0,5%                                              |

Van de 748 inwoners in februari 2011 werden geteld, waren er 87 jonger dan 15 jaar oud (11,6%), gevolgd door 485 personen tussen de 15-64 jaar oud (64,8%) en 176 personen van 65 jaar of ouder (23,5%).